# John Henry Taylor

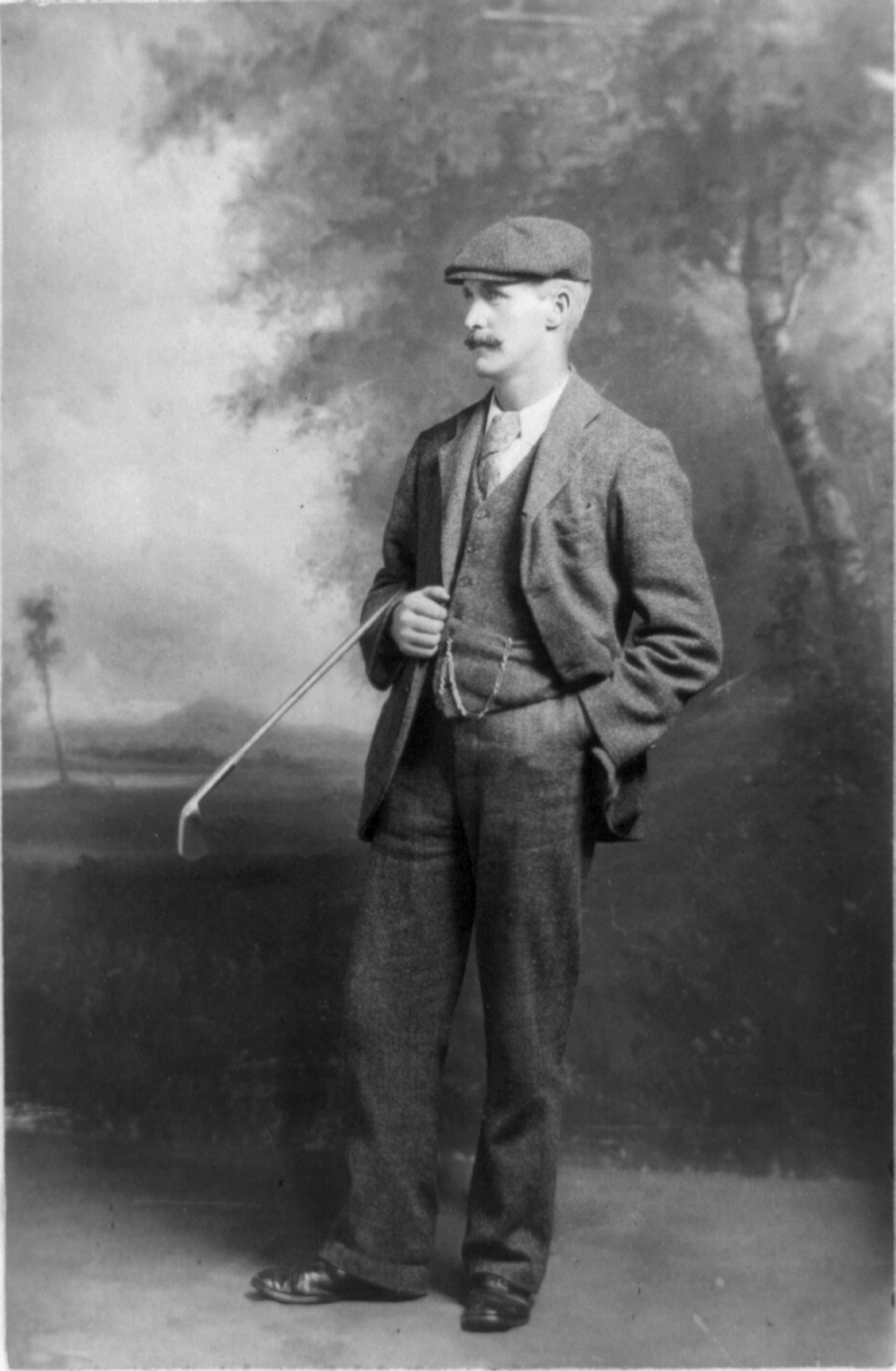
John Henry Taylor

John Henry Taylor, född 19 mars 1871, död 10 februari 1963, var en engelsk golfspelare och en av pionjärerna för den moderna golfen. Han var en av medlemmarna i Triumviratet, tillsammans med Harry Vardon och James Braid, som dominerade golfen i 20 år omkring sekelskiftet 1900. Han vann The Open Championship fem gånger.
Taylor började som caddie och banarbetare på Westward Ho!. Han var greenkeeper och professional på olika klubbar tills han slutligen kom till Royal Mid Surrey Golf Club 1899 där han stannade tills han drog sig tillbaka från golfen 1946.
Han debuterade i The Open 1893 och tog sin första Openseger 1894 som den förste icke skotske professionelle spelaren. Han tävlade i US Open 1900 där han kom tvåa efter Harry Vardon. Han vann French Open två gånger och German Open en gång.
Taylor var en av grundarna och den förste ordföranden i Professional Golfers Association, PGA. Bernard Darwin skrev att Taylor hade skapat en oansvarig organisation till en respektingivande samling män.
Taylor blev hedersmedlem i R&A 1950.

## Segrar
- 1894 The Open Championship
- 1895 The Open Championship
- 1900 The Open Championship
- 1904 Det brittiska professionella matchspelsmästerskapet
- 1908 French Open
- 1909 The Open Championship, French Open
- 1912 German Open
- 1913 The Open Championship
- 1933 Ryder Cup (som icke spelande kapten)